# P3 Soul
P3 Soul är ett radioprogram i Sveriges Radio P3 som bevakar soulmusik, hiphop och närliggande genrer. Programmet är en direkt efterföljare till Soul Corner och Musikjournalen Tema: Soul. Det började sändas 1999 och leds av Mats Nileskär.